# Cantone di Évran
Il Cantone di Évran era una divisione amministrativa dell'Arrondissement di Dinan.
A seguito della riforma approvata con decreto del 13 febbraio 2014, che ha avuto attuazione dopo le elezioni dipartimentali del 2015, è stato soppresso.

## Composizione
Comprendeva 8 comuni:
- Les Champs-Géraux
- Évran
- Plouasne
- Le Quiou
- Saint-André-des-Eaux
- Saint-Judoce
- Saint-Juvat
- Tréfumel